# Benelli CB M2
Benelli CB-M2 — итальянский пистолет-пулемёт, использующий для стрельбы необычные безгильзовые боеприпасы 9 мм AUPO. Не производится серийно.

## История
В начале 80-х годов работающий на оружейном заводе Benelli Armi конструктор Бруно Живолани начал работу над нетрадиционным  пистолетом-пулемётом. Самым необычным решением было использование боеприпасов 9 мм AUPO. Метательный заряд патрона был расположен в задней части полой пули с заглушкой из частично сгорающего пластика. Капсюль-воспламенитель размещён в передней части боеприпаса. После удара иглы ударника по боковой части патрона происходит зажигание инициирующего заряда капсюля, а затем метательного заряда. После выхода боеприпаса из ствола передняя его часть отделяется от задней (трубкообразной) части. Патрон такого типа иногда именуется «патроном с улетающей гильзой». Решение является промежуточным между конструкцией безгильзовых боеприпасов, в которых газ-вытеснитель лишен оболочки, и обычной гильзой. Benelli CB-M2 не вызвал большого интерес со стороны потенциальных покупателей и, следовательно, не попал в серийное производство.

## Описание
Benelli CB M2 был автоматическим оружием. Принцип действия автоматического механизма был основан на отдаче свободного затвора. Стрельба из CB-M2 велась с открытого затвора. Затвор ПП имел цилиндрический досылатель спереди, который запирал ствол сзади после подачи патрона, а патронник был установлен на ударный механизм с ударником, расположенным перпендикулярно стволу. Ударно-спусковой механизм позволял вести огонь очередями или одиночный огонь. Двухрядный магазин, крепится снизу оружия. За приемником магазина имелось окно для выброса патронов (например, неисправных). Ствольная коробка СВ М2 была изготовлена из полимера, складной вверх приклад — металлический. Механический прицел.